# Anna N. Żytkow
Anna Nikola Żytkow (ur. 21 lutego 1947) – polska astrofizyczka pracująca w Institute of Astronomy przy University of Cambridge.

## Życiorys
Uzyskała stopień doktora na Uniwersytecie Warszawskim w 1972 roku. Pracowała w Zakładzie Astronomii PAN (później Centrum Astronomicznym im. Mikołaja Kopernika PAN) na stanowisku asystenta (1970–1971), starszego asystenta (1972), adiunkta (od 1973 roku). W latach 70. wyjeżdżała na stypendia, m.in. do Institute of Theoretical Astronomy w Cambridge, w lecie 1973 roku, jako visiting fellow; California Institute of Technology w latach 1974–1976, jako postdoctoral fellow; Institute for Advanced Study (Princeton), jako visitor.
W 1976 roku wspólnie z Kipem Thorne’em opracowała model gwiazdy powstającej w wyniku połączenia dwóch gwiazd, znanej jako obiekt Thorne’a-Żytkow. Jest to czerwony olbrzym lub nadolbrzym zawierający w swoim wnętrzu gwiazdę neutronową. Pierwsza gwiazda o właściwościach odpowiadających temu modelowi, HV 2112, została zidentyfikowana w 2014 roku.
Jest współodkrywczynią 7 planetoid.

## Odkrycia
| Odkryte planetoidy: 7 (wspólnie z Michaelem Irwinem) | Odkryte planetoidy: 7 (wspólnie z Michaelem Irwinem) |
| ---------------------------------------------------- | ---------------------------------------------------- |
| (8012) 1990 HO3                                      | 29 kwietnia 1990                                     |
| (8361) 1990 JN1                                      | 1 maja 1990                                          |
| (15810) Arawn                                        | 12 maja 1994                                         |
| (16684) 1994 JQ1                                     | 11 maja 1994                                         |
| (48443) 1990 HY5                                     | 29 kwietnia 1990                                     |
| (58165) 1990 HQ5                                     | 29 kwietnia 1990                                     |
| (73682) 1990 HU5                                     | 29 kwietnia 1990                                     |